# Micrathena miles
Micrathena miles är en spindelart som beskrevs av Simon 1895. Micrathena miles ingår i släktet Micrathena och familjen hjulspindlar. Inga underarter finns listade i Catalogue of Life.